# SPANphos
SPANphos是有机金属化学和配位化学中的有机膦配体。SPANphos可形成跨對位配體。

## 合成
该C2-反式对称-二膦配体是一种由廉价试剂合成的化合物。首先通过酸催化下，对甲酚与丙酮合成出4,4,4',4',6,6'-六甲基-2,2'-螺双苯并二氢吡喃。然后用NBS溴化螺烷得到二溴物，继而和正丁基锂甲基化得到二锂化衍生物。最后用氯代二苯基膦处理得到的二锂化衍生物完成合成。